# Olga Monsani
Olga Monsani (Firenze, 10 maggio 1891 – Impruneta, 4 settembre 1983) è stata un'avvocata e attivista italiana.

## Biografia
Conseguì il diploma per l'insegnamento elementare, il diploma di infermiera della Croce Rossa, l'abilitazione per l'insegnamento del francese e la laurea in legge.
Durante il primo conflitto mondiale partecipò attivamente alle attività delle associazioni di soccorso e le fu conferita la Medaglia d'argento al merito di guerra dalla Croce Rossa. Si impegnò negli aiuti a mutilati e invalidi e diresse l'Ufficio comunale di assistenza agli orfani di guerra per quasi quindici anni; dovette poi abbandonare ogni attività pubblica essendosi rifiutata di iscriversi al Partito fascista.
Nel 1928 superò l'esame di Procuratore, classificandosi al primo posto su 100 uomini e 4 donne. Nella sua carriera di avvocata, esercitata inizialmente nel penale e poi nel civile, difese gli ideali democratici e si impegnò per il progresso della condizione femminile.

## Attivismo sociale
Nel 1917, insieme con Gina Lombroso Ferrero e Amelia Pincherle Rosselli, madre di Carlo e Nello Rosselli, fondò a Firenze l'Associazione Divulgatrice Donne Italiane con lo scopo di favorire la partecipare delle donne allo sviluppo scientifico, sociale, politico e filosofico dell'Italia. Partecipò al Circolo Femminile Lyceum di Firenze e nel 1918 alla Inter-Allied Conference on the After Care of Disabled Men a Londra, dove propose una relazione sul reinserimento lavorativo dei reduci. 

## Lotta antifascista
Fu fin da subito una "un’antifascista “irriducibile”, nel 1925 fece parte del movimento legato al periodico Non mollare.  fu in costante contatto con Gaetano Salvemini. Dal 1929 partecipò al movimento Giustizia e libertà,  e aderì al Partito d'Azione fin dalla sua fondazione nel 1942. Subito dopo l'armistizio dell'8 settembre 1943, prese attivamente parte alla Resistenza arruolandosi nella divisione partigiana Giustizia e Libertà. Si impegnò a Firenze nel servizio clandestino di RadioCora; nel suo ufficio raccolse armi e risorse finanziarie per organizzare il movimento resistenziale. Attraverso una rete di informatori che si era costruita, raccolse notizie sui rastrellamenti delle forze nazifasciste, vanificandone più volte l'efficacia e rischiando ripetutamente la vita in quanto costantemente sorvegliata: A guerra finita fu chiamata dal procuratore Salvi di Firenze fra gli "avvocati di illibata condotta morale, di
ineccepibili precedenti politici e di provata capacità" ad assumere le funzioni di Pm” presso la Corte d’assise straordinaria".

## Dopoguerra
Dopo la Liberazione nel 1945, come delegata del Partito d'Azione, prese parte al primo congresso nazionale dell'Unione donne italiane (UDI) tenuto a Firenze dal 20 al 23 ottobre, al termine del quale ebbe l'onore di aprire il comizio affollatissimo tenuto in Piazza della Signoria, ed al primo congresso regionale, svolto a Firenze dal 27 al 31 ottobre 1945, del Partito d'Azione assieme a Franco Calamandrei, Ernesto Codignola, Emilio Lussu. Alle elezioni della Costituente fu candidata toscana del Partito d'Azione.
Negli anni '50-'51 fu promotrice e presidente della sezione fiorentina della Federazione italiana donne arti professioni affari (FIDAPA), che si era costituita a Roma nel 1945, per sostenere le rivendicazioni giuridiche delle donne e la loro valorizzazione professionale. Fu consigliera del Circolo di Cultura Fratelli Rosselli e, dal 1958, ne fu Presidente.

## Nel Soroptimist
Il 12 maggio del 1949, fondò con Nannetta Del Vivo il Club Firenze del Soroptimist International. Era il quarto Club nato in Italia; quello di Milano, costituito nel 1928, fu sciolto dal governo fascista e rinacque nel 1948. Dopo pochi mesi, con la Presidente Nannetta Del Vivo e con il Club milanese partecipò alla fondazione dell'Unione Nazionale Italiana, dove ricoprì a lungo il ruolo di Delegata. Ebbe un ruolo importante nella apertura del club di Venezia.
Nello stesso periodo fu eletta Gouverneur e dal 1951 al 1952 Vicepresidente della Federazione Europea del Soroptimist; nel biennio 1952-1954 ne fu Presidente. Nella Federazione fece parte del Comitato Statuti e Regolamenti dal 1954 al 1956 e Presidente del Comitato delle Nazioni Unite dal '56 al '60. Il suo impegno nel Club Firenze continuò fino al '60. Tra gli importanti incarichi che svolse nella Soroptimist International Association (SIA) figura anche quello di membro del Consiglio negli anni 1954-1958.
Il Club Firenze ha istituito in sua memoria un premio per studentesse universitarie in materie giuridiche (1984-2000).

## Onorificenze
- Medaglia d’argento al merito di benemerenza della Croce rossa italiana per la campagna 1915-16

## Pubblicazioni
- Il ricreatorio franco-italiano per i soldati, Firenze, Stab. Tip. Aldino, 1916.
- In memoria dell'avv. Umberto Nidiaci, Firenze, Vallecchi, 1929.